# 185546 Yushan
185546 Yushan è un asteroide della fascia principale. Scoperto nel 2007, presenta un'orbita caratterizzata da un semiasse maggiore pari a 2,3877449 UA e da un'eccentricità di 0,1472676, inclinata di 1,34359° rispetto all'eclittica.